# Hexbachtal

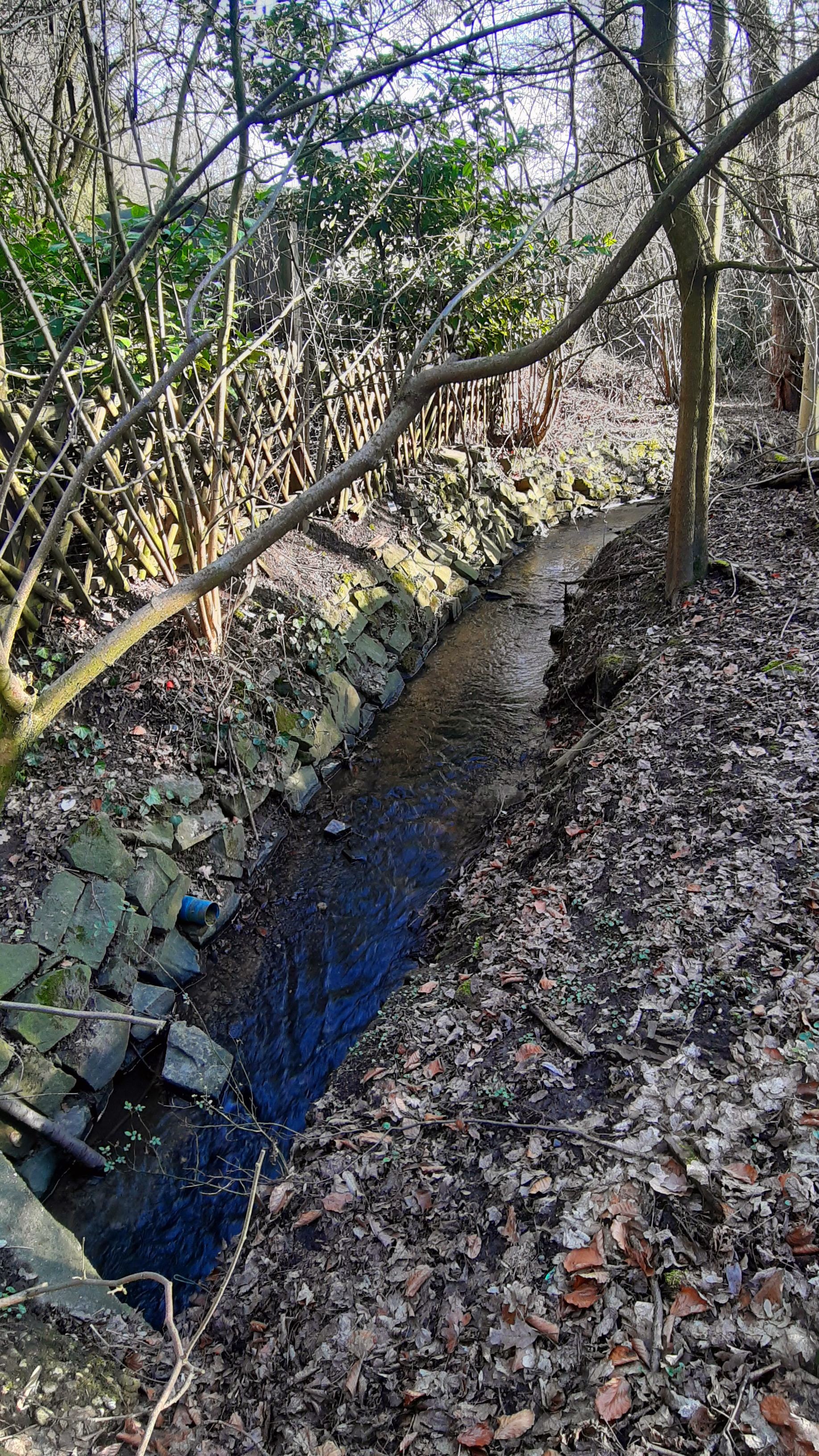
Lauf des Hexbachs

Das Hexbachtal ist ein Seitental der Emscher und liegt im Grenzgebiet zwischen Essen, Mülheim an der Ruhr und Oberhausen. Es ist in weiten Teilen als Landschaftsschutzgebiet ausgewiesen sowie in bachnahen Bereichen in Mülheim an der Ruhr als Naturschutzgebiet. Der namensgebende Hexbach bildet in weiten Teilen die Grenze zwischen Mülheim an der Ruhr-Dümpten und Essen-Bedingrade.

## Lage und Größe
Das Hexbachtal ist von der Wasserscheide zwischen Ruhr und Emscher (dem Verlauf der Aktienstraße) bis zur Emschermündung etwa fünf Kilometer lang. Seine Freifläche von rund 2,5 Quadratkilometern wird heute als Naherholungsgebiet im Mülheimer Norden und Essener Westen genutzt. Es ist Teil des so genannten Regionalen Grünzugs B. Das Tal wird überwiegend landwirtschaftlich genutzt. Der Bachbereich in etwa 100 Meter Breite ist bewaldet. Der Hexbach wird im nördlichen Teil als Läppkes Mühlenbach, wo er das eigentliche Tal mit den Freiflächen verlässt unter der Bahnlinie dem Rhein-Herne-Kanal der Emscher zugeleitet. Ein Teil wurde von der Emschergenossenschaft als Pilotprojekt renaturiert.

## Hexbach
Der Hexbach trägt die Gewässernummer 27729162, ist 3,381 Kilometer lang und mündet nach rund 1,5 Kilometern Luftlinie nur wenige Meter von der Quelle des Läppkes Mühlenbachs mit mindestens 23 Litern Wasser pro Sekunde in diesen. Der Hexbach besitzt zwei kleinere Nebenbäche aus Süden zufließend. Er selbst entspringt zwischen den Straßen Rötterhoverbaum und Heckelsberg, einer der Nebenbäche an der Bonnemannstraße und der andere am Gänseweg. Der Hexbach fließt mit dem Läppkes Mühlenbach über die Emscher und den Rhein in die Nordsee. Damit gehört er zum Flusssystem des Rheins.

## Ökologische Bedeutung
Die ökologische Bedeutung des Hexbachtals war schon Gegenstand in den zu Beginn des 20. Jahrhunderts geschlossenen Eingemeindungsverträgen, in denen der Schutz der Siepentäler, zu denen das Hexbachtal gehört, festgeschrieben wurde.
Auch der 1920 gegründete Siedlungsverband Ruhrkohlenbezirk (SVR) hatte zum Ziel, das Zusammenwachsen der einzelnen Städte und eine Zersiedlung zu verhindern. Unverzichtbare Grün- und Ackerflächen sollten erhalten bleiben. Darum wurden schutzwürdige Freiflächen wie das Hexbachtal und das benachbarte Winkhauser Tal als Regionale Grünzüge festgelegt, deren Nord-Süd-Verlauf bis heute zwischen den Städten im Ballungsraum des Ruhrgebietes erhalten ist. Ab 1923 sicherte er auch den im Gebietsentwicklungsplan 1966 rechtlich verankerten Regionalen Grünzug B, indem er Grundstücke aufkaufte und diese von Bebauungen jeder Art freihielt.
Gleichzeitig suchte er nach Möglichkeiten einer naturnahen Landschaftspflege. Dazu gab er fachwissenschaftliche Expertisen in Auftrag. Für das Hexbachtal stellte der Forstwissenschaftler Wolfram Pflug im Jahr 1973 ein landschaftsökologisches Modellgutachten vor. Dieses Gutachten wurde 1978 um die „Ökologische Modelluntersuchung Hexbachtal“ ergänzt. Diese Einschätzungen des Hexbachtals als schützenswerte Landschaft und Natur blieben auch in den folgenden Jahrzehnten eine für die Planungsgeschichte des Hexbachtals unbestrittene Erkenntnis.

### Naturschutzgebiet
Unter Naturschutz gestellt sind die Bachläufe von deren Quellen in nordwestlicher Richtung bis zur Dümptener Straße. Hinzu kommen deren beiderseitige Randbereiche in einem Streifen von je fünf Metern sowie eine größere Fläche nördlich der Straße Hexberg. Die Ausweisung als Naturschutzgebiet dient insbesondere zur
- Erhaltung und Wiederherstellung der Leistungsfähigkeit des Naturhaushaltes vor allem im Hinblick auf die Bedeutung des Bachtales als Biotopverbundelement von regionaler Bedeutung
- Erhaltung und Entwicklung schutzwürdiger Biotope und wegen der Bedeutung des Gebietes als Lebensraum für in NRW gefährdete oder bedrohte Tier- und Pflanzenarten und Pflanzengesellschaften
- Erhaltung des vielfältig strukturierten Landschaftsraumes (Bachtal, Gehölzstrukturen, Feuchtwiesen, Gewässer, Quellen) wegen seiner Bedeutung für das Landschaftsbild sowie wegen der Vielfalt, Eigenart und Schönheit der Landschaftsstrukturen
- Erhaltung des Bachtals als landschaftsprägende, geomorphologische Besonderheit.[5][6]

Von seinem südlich gelegenen Quellgebiet schneidet sich der Hexbach rasch auf die Höhe der Emscherniederung in die Landschaft ein und vermindert dort seine Fließgeschwindigkeit. So konnte er teilweise mäandern und kleine Seitenarme bilden. Hier bildete sich typischer Auenwald mit Schwarz-Erlen, gemeinen Eschen und einzelnen Silber- und Bruch-Weiden, die regelmäßige Überschwemmungen überstehen. In der Talaue findet man teils großflächig Echten Baldrian und Echtes Mädesüß. Zudem befindet sich hier eine Ruderalvegetation mit Hochstauden. Im Bereich der beiden zufließenden Nebenbäche gibt es den in Nordrhein-Westfalen als gefährdet eingestuften Riesen-Schachtelhalm. In nördlicher Richtung durchfließt der Bach Grünlandbrachen, die einst als Viehweide genutzt worden waren; Ackerbau war nicht möglich. Eine wirtschaftliche Nutzung ist auf dem feuchten Boden heute nicht mehr möglich, daher wurde dieser Bereich nach dem Zweiten Weltkrieg mit rasch wachsenden Pappeln aufgeforstet, die dazu beitrugen, dass sich inzwischen ein kleiner Auenwald bildete. Westlich auf einer Anhöhe, die nicht zum Naturschutzgebiet gehört, aber als Landschaftsschutzgebiet gilt, lagerte sich in der letzten Eiszeit fruchtbarer Lößboden ab, der zwischen der Wennemannstraße und der Straße Voßkuhle als Ackerland landwirtschaftlich genutzt wird. Im weiteren Verlauf, nördlich der Straße Hexberg, befindet sich eine Brachfläche, die einst als Pferdeweide genutzt, jedoch dadurch der Auenboden und dessen Vegetation zertreten wurde. Heute kann sich der Hexbach hier frei verlagern, so dass sich ein für Tiere und Pflanzen wichtiges Biotop gebildet hat. Im weiteren Verlauf, dem sogenannten Unteren Hexbachtal nördlich der Straße Hexberg bis zur Dümptener Straße, gibt es Kopfweiden und Kopf-Eschen, die früher zur typischen bäuerlichen Kulturlandschaft gehörten und Flechtmaterial und Holz lieferten. Sie dienten als Pfahl zur Abgrenzung und sicherten den Uferbereich. Heute bilden sie ein landschaftsprägendes Element und sind als solches geschützt. Zudem dienen sie der Artenvielfalt, denn rund 400 Tierarten bieten diese Kopfbäume Lebensraum, so dass einige nur hier vorkommen.

## Geschichte

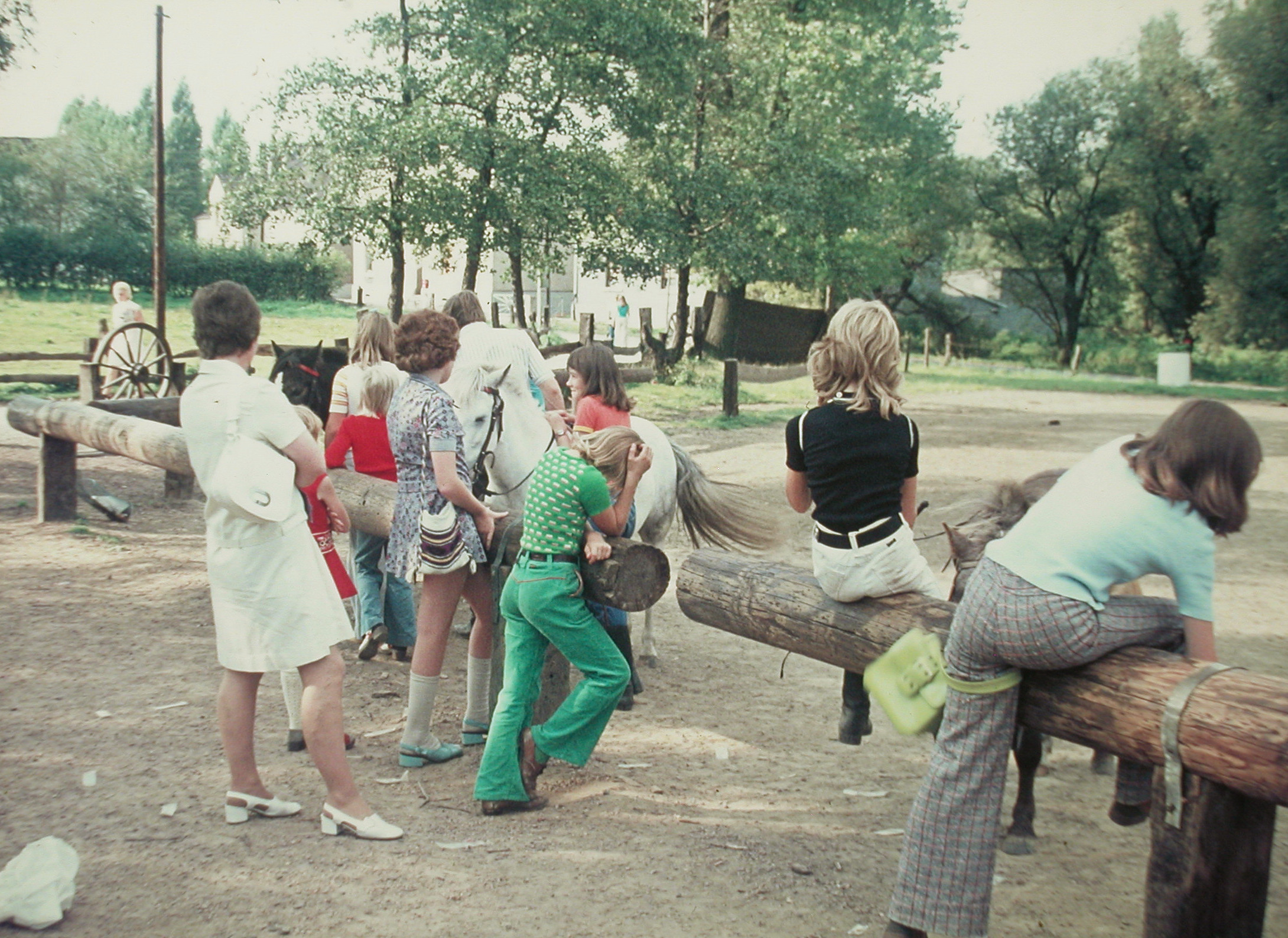
Hexbachtal am Reiterhof Lugge, 1975

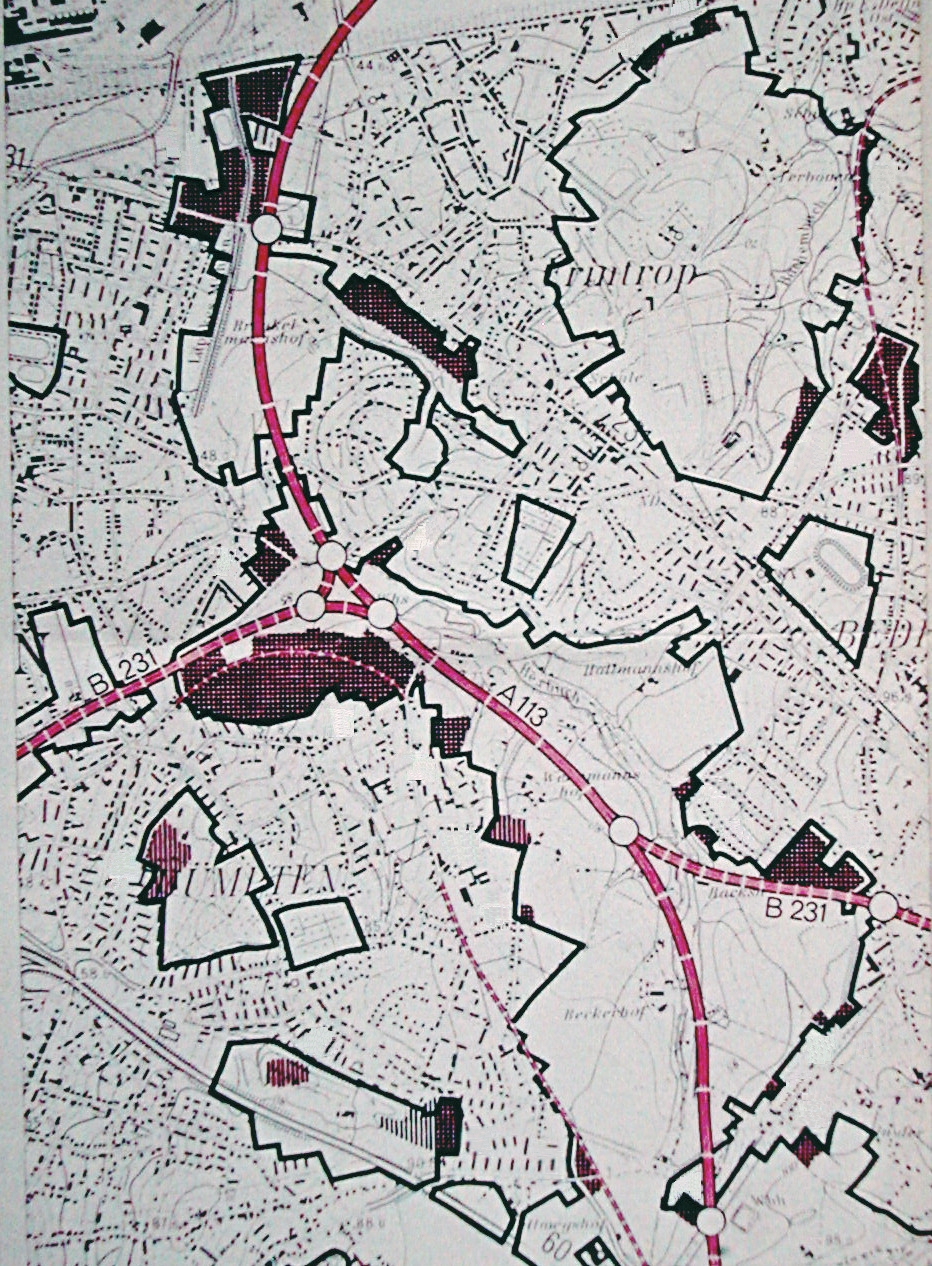
Einst geplanter Verlauf der Autobahn A 31 (zunächst unter der Bezeichnung A 113)

Der Name „Läppkes Mühlenbach“ ist auf eine Mühle zurückzuführen, die das Damenstift Essen im 16. Jahrhundert betrieben hatte. Als sichtbare Begrenzung wurden anlässlich eines Rechtsstreites im Wind wehende Läppchen (Läppkes) angebracht. Der Name Hexbach wird von Hexel, einer früheren Bezeichnung für Hainbuche abgeleitet.
Trotz seiner ökologischen Bedeutung wurde das Hexbachtal im Jahr 1966 für die Planung der Bundesautobahn 31 Emden – Bonn in den Bundesverkehrswegeplan aufgenommen. Der rheinische Abschnitt ab Bottrop war in die höchste Dringlichkeitsstufe eingeordnet worden. Im Oktober 1973 sollte hier mit dem ersten Bauabschnitt begonnen werden. Am letzten Tag der Offenlegung wurden jedoch von einer Mülheimer Bürgerinitiative, die sich zu diesem Zweck gebildet hatte, im Rahmen der Bedenken und Anregungen mehrere Hundert Unterschriften eingereicht, zunächst mit dem Ziel, die Trasse aus der ökologisch empfindlichen Talsohle in den Hang nach Westen zu verlagern. Da auch der Ruhrsiedlungsverband ähnlich argumentiert hatte, wurde der Baubeginn verschoben. Die spätere Zielrichtung der Bürgerinitiativen, die sich dann längs der Trasse gebildet und zur Aktionsgemeinschaft A 31 zusammengeschlossen hatten, war jedoch, den Bau insgesamt zu verhindern.
Zwar trug das Engagement der Aktionsgemeinschaft A 31 in den amtlichen Planungsverfahren und bei der öffentlichen Willensbildung Früchte, jedoch blieb der politische Druck für den Bau der Fernstraße weiterhin bestehen, zumal im Ruhrgebiet in früher Planungsphase kommunale, parteiübergreifende Grundsatzentscheidungen für die Autobahn gefallen waren. Auf deren Gültigkeit beriefen sich die Befürworter. Da der Bund den Bau gegen den Willen des vom Autobahnprojekt betroffenen und politisch einflussreichen mittleren Ruhrgebiets nicht durchsetzen wollte, kam es aus Sicht der Umweltschützer darauf an, in Bottrop, Oberhausen, Mülheim und Essen auch auf der politischen Ebene eine ablehnende Haltung gegenüber der Autobahnplanung zu erreichen. Zu Hilfe kamen den Umweltschützern erste Ergebnisse der von ihrem wissenschaftlichen Beirat geforderten Gutachten, die für das Planungsverfahren zur A 31 der Bundesminister für Verkehr, der Minister für Wirtschaft, Mittelstand und Verkehr des Landes Nordrhein-Westfalen sowie der Landschaftsverband Rheinland vergeben hatten. Die vorzeitig bekannt gewordenen Ergebnisse der Umweltstudie als Teil des Gesamtgutachtens erhöhten den Druck auf die politischen Parteien, deren Basisorganisationen nun ebenfalls die Aufgabe der A 31-Planung verlangten. Auf diese Weise kam es in den Anrainerstädten des Ruhrgebiets zu einem politischen Umdenken, das in den Ratsgremien zu Beschlüssen gegen die A 31 führte. Sie wurde schließlich 1980 aus dem Bundesverkehrswegeplan gestrichen.
Bereits während der A 31-Planung war die Natur des Hexbachtals 1978 auch von dem Bau einer Justizvollzugsanstalt bedroht, für die 20 Hektar Land hätten geopfert werden müssen. Es folgten weitere die Natur beeinträchtigende große Planungsvorhaben: RWE-Umspannwerk (1987), 18-Loch-Golfanlage (1989), Paketverteilungszentrum (1991), Flüchtlingsheim für 600 Personen (1992), umfangreiche Kanalbauarbeiten im Zentrum des Auenwaldes (2000). Der für den Umweltschutz sensibilisierten Öffentlichkeit gelang es, für diese Projekte Alternativen aufzuzeigen, so dass Landschaft und Natur verschont blieben.
Im Dezember 2015 wurde vor dem Hintergrund steigender Flüchtlingszahlen die Planung aus dem Jahr 1992 wieder aufgenommen. Das Flüchtlingsheim sollte nach dem Willen des Essener Planungsdezernats in „einfachen, aber festen Unterkünften“ entstehen, die später die Grundlage für eine „geordnete Wohnbebauung“ bilden sollten. Der von einer Bürgerinitiative sachlich vorgetragene öffentliche Widerstand sowie eine fehlerhafte numerische Prognoseberechnung der Stadt Essen führten zu einem vorläufigen Aus des Vorhabens.